# Masa pomenirii (Donici)
Masa pomenirii este un monument amplasat în Donici, raionul Orhei, Republica Moldova. Este un monument de artă de importanță națională inclus în Registrul monumentelor Republicii Moldova ocrotite de stat cu nr. 1105 (raionul Orhei).